# Peter Sitt
Peter Sitt (Colonia, 7 dicembre 1969) è un ex nuotatore tedesco.

## Carriera
Fortemente specializzato nello stile libero, annovera nel proprio palmarès una medaglia di bronzo ai Giochi Olimpici, una medaglia d'oro conquistata ai campionati mondiali e due agli europei.

## Palmarès
- Giochi olimpici estivi

Seul 1988: bronzo nella 4x200m stile libero.
- Mondiali

Perth 1991: oro nella 4x200m stile libero.
- Europei

Strasburgo 1987: oro nella 4x200m stile libero (come Germania Ovest).
Bonn 1989: oro nella 4x100m stile libero (come Germania Ovest).